# Chrysocale gigas
Chrysocale gigas är en fjärilsart som beskrevs av Rothschild 1911. Chrysocale gigas ingår i släktet Chrysocale och familjen björnspinnare. Inga underarter finns listade i Catalogue of Life.